# 시모나카시마촌 (효고현)
시모나카시마촌(下中島村)은 효고현 시카마군에 있던 촌이다. 현재의 히메지시 시카마구 나카지마에 해당한다.

## 역사
- 1894년 4월 1일 - 시키토군 다카하마촌의 일부가 분립해 성립하였다.
- 1896년 4월 1일 - 군 통합에 의해 시카마군이 성립해, 소속이 변경되었다.
- 1918년 4월 1일 - 시카마시에 편입해, 동일 시모나카시마촌은 폐지되었다.

## 교통

### 철도
현재는 구촌에 산요 전기철도 본선이 통과하지만, 당시엔 미개통

## 참고문헌
- 가도카와 일본지명대사전 28 효고현